# Alice Milligan

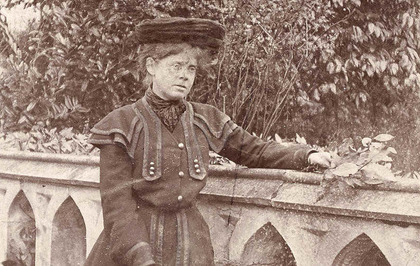
Alice Milligan, Fotografie, 1900, heute in der National Library of Ireland

Alice Leticia Milligan, Pseudonym Iris Olkyrn, (* 4. September 1865 in Gortmore, Omagh, County Tyrone; † 13. April 1953 in Tyrcur, Omagh) war eine irische Schriftstellerin und Aktivistin der irischen Renaissance, eine Verfechterin der politischen und kulturellen Teilhabe von Frauen und eine protestantische Konvertitin für die Sache der irischen Unabhängigkeit. Den Höhepunkt ihrer Bekanntheit erreichte sie am Wechsel zum 20. Jahrhundert, als sie in Belfast zusammen mit Anna Johnston die politische und literarische Monatszeitschrift The Shan Van Vocht („Die arme alte Frau“, 1896–1899) herausgab und als das Irish Literary Theatre in Dublin The Last Feast of the Fianna (1900) aufführte, Milligans Interpretation der keltischen Mythologie als nationales Drama.

## Leben

### Frühe Jahre
Milligan wurde als eines von neun überlebenden Kindern von Charlotte Burns, einer Textilverkäuferin, und Seaton Milligan, einem Textilfachverkäufer in einem Dorf außerhalb von Omagh geboren. Als ihr Vater 1879 von seiner Firma in eine leitende Position befördert wurde, zog die Familie nach Belfast, wo Milligan von 1879 bis 1886 das Methodist College besuchte. Über ihren Vater, der Diskussionsabende und Vorträge für das örtliche Arbeiterinstitut organisierte, lernte sie Geschichte, Politik und Literatur kennen. Durch die Haushaltshilfe der Familie wurde sie nach späterer eigener Schilderung auch mit dem Gedankengut von deren vorheriger Arbeitgeberin Mary Ann McCracken (1770–1866) bekannt. McCracken war die Schwester von Henry Joy McCracken, dem im Zuge der Rebellion von 1798 hingerichteten Führer der „Vereinigten Iren“, und bis an ihr Lebensende in Belfast eine Fürsprecherin von Frauen und Armen.
Milligan und ihr Vater veröffentlichten 1888 gemeinsam Glimpses of Erin, ein teilweise als Reisebericht, teilweise als philosophische Betrachtung zu irischem Patriotismus verfasstes Werk, das gut rezipiert wurde.
Nach einem einjährigen Studium der englischen Geschichte und Literatur am King’s College London wurde Milligan 1888 Lateinlehrerin an der MacKikkip’s Ladies Collegiate School in Derry und 1891 auch in Dublin. Sie nahm privat Unterricht in Irisch und las in der National Library of Ireland irische Literatur und Geschichte. Milligan beherrschte die irische Sprache nie fließend, und deshalb hatte Patrick Pearse etwas dagegen, als die Gaelic League sie 1904 als Wanderdozentin anstellte. Sie bewährte sich jedoch, indem sie in ganz Irland neue Zweigstellen gründete und auf diesem Weg Gelder sammelte. Im Norden, in Ulster, konzentrierte sie sich auf die schwierigere Aufgabe der Rekrutierung von Protestanten und arbeitete unter anderem mit Douglas Hyde, Ada McNeill, Roger Casement, Stephen Gwynn und Seamus McManus zusammen.
In Dublin wurde Milligan Zeuge der letzten Zeit von Charles Stewart Parnell. Der Umgang mit ihm und seinem Privatleben veranlasste sie, sich zu Parnells Form des konfessionslosen irischen Nationalismus zu bekennen, was im Gegensatz zu ihrer Erziehung zur „protestantischen Tory“ stand.
Milligans erster Roman, den sie als Iris Olkyrn schrieb und der ein Jahr vor Parnells Tod im Oktober 1891 unter dem Titel A Royal Democrat veröffentlicht wurde, war eine neo-jakobitische Geschichte über einen zukünftigen Prince of Wales, der, als Sohn einer irischen Mutter geboren, "sein" Volk im Kampf um Landrechte und ein wiederhergestelltes irisches Parlament anführt. Da die Geschichte vom Scheitern der irischen Home-Rule-Bewegung ausging und zu viele Versöhnungsversuche unternahm, wurde es von der nationalistischen Presse nicht gut aufgenommen.
1893 gründete Milligan zusammen mit Anna Johnston, mit der sie wohnte, und Mary Ann Bulmer, ihrer Nachbarin, in Belfast die Irish Women’s Association (IWA) mit Zweigstellen in Moneyreagh und Portadown, um „nationale Ideen unter den Frauen“ zu verbreiten. Ab 1895 schrieb Milligan eine regelmäßige Kolumne für den Irish Weekly Independent mit dem Titel Notes from the North, um die Leserschaft in Dublin an diese und andere Beiträge der Frauen und des Nordens zur nationalen Sache zu erinnern.
Milligan kam in den Kreis um Francis Joseph Bigger, in dessen Haus Ard Righ sich die protestantischen, „nördlichen“ Vertreter der Irischen Renaissance wie Seumus McManus, Helen Waddell, Herbert Hughes und Margaret Pender und andere Kulturschaffende trafen. In Ard Righ lernte Milligan unter den regelmäßigen Besuchern James Connolly, Roger Casement und W.B. Yeats kennen. Von letzterem war sie enttäuscht, weil er ihre Leidenschaft für eine Gedenkveranstaltung zur Hundertjahrfeier der Rebellion von 1798 nicht teilen wollte. Milligan und Bigger versuchten eine solche Feier in Belfast zu organisieren. Milligan schrieb Life of Theobald Wolfe Tone (Belfast, 1898). Aber das Gedenken fand am Ende nur in katholischen Gebieten stand. Ein Ausflug zum Grab von Betsy Gray, der Heldin der Schlacht von Ballynahinch, endete in einem Tumult und der Zerstörung ihres Gedenksteins durch Unionisten. Die Haltung der Nationalisten veranlasste Milligan dazu, eine separate Women's Centenary Union zu gründen. Sie stellte fest, dass sie als Frau von den Hundertjahrfeiern ausgeschlossen wurde und dass diese von lokalen Politikern genutzt wurden, um katholische Stimmen zu werben. Am 7. Juni 1897 forderte sie die Leserinnen von The Shan Van Vocht auf: „It’s not too much hope to ask […] that the women of Ireland, who are not asked to have any opinion whatever as to who has the right to speak for Ireland in the British Parliament, should form that Union which an historic occasion demands.“

### The Shan Van Vocht
Die Zeitschrift The Shan Van Vocht (anglisierte Schreibung für An tSean-Bhean Bhocht, „die arme alte Frau“ auf Irisch, eine Metapher für Irland in einer Ballade aus der Zeit der Rebellion) wurde von Milligan und Johnston in den Büroräumen von Robert Johnstons Holzlager produziert und oft in Ard Righ redigiert. Sie enthielt eine Mischung aus Gedichten, belletristischen Serien, irischer Geschichte, politischen Analysen und Ankündigungen.
In kurzer Zeit erreichte die Zwei-Penny-Monatszeitschrift eine hohe Auflage. Als Wanderredner der Irish Women’s Association warben Milligan und Johnston für die Zeitschrift und die Gründung von Lesezirkeln. Mitarbeiter wurden in Dublin, Derry, Glasgow und New York gefunden. Innerhalb eines Jahres gingen auch Abonnements aus der irischen Diaspora in Südafrika, Kanada, Argentinien und Australien ein. Maud Gonne sagte, sie und ihre Freunde seien „voller fast neidischer Bewunderung für einige Nummern der Shan Van Vocht, einer gewagten kleinen Zeitung“ gewesen.
In der Ausgabe vom Januar 1897 wurde James Connolly eine Plattform für Socialism and Nationalism geboten, sein Argument, dass ohne ein Konzept, das in der Lage ist, die Herrschaft der Kapitalisten, Großgrundbesitzer und Finanziers herauszufordern, der Nationalismus von „irischen Sprachbewegungen, literarischen Gesellschaften oder Gedenkkomitees“ wenig erreichen würde. Milligan sympathisierte mit Connollys Ansichten lehnte aber die Gründung der Irish Socialist Republican Party und Einladungen Vorträge zu halten ab. Milligans Ideal war ein Nationalismus, der über dem Glauben und der Klasse stand. Dieser Gedanke durchzog die literarischen Beiträge der Zeitschrift und nicht zuletzt ihr eigenes Genre der Cross-the-Divide-Romane, wie der in Fortsetzungen erscheinende Roman The Little Green Slippers. Der
Literaturwissenschaftler Padraic Colum beschreibt den Stil der Zeitschrift so: „With a freshness that came from its femininity (neben Milligan und Johnston gehörten Alice Furlong, Katherine Tynan, Margaret Pender und Nora Hopper zu den regelmäßigenAutorinnen), «The Shan Van Vocht» went back to a nationalism that had never been Parliamentarian, the nationalism of Wolfe Tone and that idealistic band that had been largely recruited from the Ulster Presbyterians of Scottish descent, the United Irishmen.“
Gerade deshalb erwies sich der Versuch der Zeitschrift, Nationalisten über Regionen, Klassen, Geschlechter und Religionen hinweg zu vereinen, als unhaltbar: Keine Fraktion oder Partei war bereit, genügend finanzielle Unterstützung zu leisten, um die Zeitschrift aufrechtzuerhalten. Im April 1899 wurde nach vierzig Ausgaben die Abonnentenliste von The Shan Van Vocht an Arthur Griffith und seine neue Wochenzeitung United Irishman, das Organ des Cumann na nGaedheal weitergegeben.
Der Osteraufstand von 1916 führte zunächst zum Tod oder zur Inhaftierung und Hinrichtung von vielen ihr bekannten Nationalisten, darunter Connolly. Für Roger Casement hielt sie am Tag seiner Hinrichtung vor dem Pentonville-Gefängnis eine Mahnwache. Zurück in Dublin beteiligte sie sich mit Theaterstücken und Gedichten an einer Spendenkampagne für irische politische Gefangene.
Bei den Unterhauswahlen von 1918 unterstützte Milligan die Sinn Féin und warb für Winifred Carney in Belfast. Obwohl sie über den darauf folgenden Bürgerkrieg entsetzt war, schlug sie sich auf die Seite von Éamon de Valera und lehnte den Anglo-Irischen Vertrag von 1921 ab, der den Status einer Dominion und die Teilung anstelle der Republik vorsah.

### Dramatikerin
Mit ihrem Hintergrund war Milligan politisch eine Außenseiterin, in der kulturellen Wiederbelebung Irlands dafür umso einflussreicher. Milligans Zeitgenossin und Dichterkollegin, Susan Langstaff Mitchell, schrieb über sie

„In almost every one of the national and intellectual activities in Ireland now known to everyone - the Gaelic Revival, the dramatic movement, the literary renaissance - this indefatigable Irish girl was there at the start of them. She was lecturing for the Gaelic League all over Ireland, she was writing plays and staging them [...] and she was the most successful producer of plays before the Abbey Theatre started on its triumphant way.“

Tomas MacDonagh verglich sie im September 1914 in der Irish Review mit Thomas Davis, einem Dichter der Junges-Irland-Bewegung, und bezeichnete Milligan als „die irischste aller lebenden Dichterinnen und daher die beste“. W.B. Yeats war weniger überzeugt. Nicht zuletzt wegen des Vergleichs mit Davis’ schwerfälligen patriotischen Versen riet er ihr, beim Drama zu bleiben.
Ab 1898 schrieb Milligan in kurzer Folge elf Stücke, die von Maud Gonnes Inghinidhe na hÉireann („Töchter Irlands“), der Conradh na Gaeilge und dem Irish Literary Theatre aufgeführt wurden. Im Februar 1901 führte das Theatre The Last Feast of the Fianna im Dubliner Gaiety Theatre auf. Es stellte eine Episode aus der Oisín-Legende im Stile des antiken griechischen Theaters dar.
Das Fehlen von Handlung und der Einsatz von Musik (von ihrer Schwester Charlotte) schufen auf der Bühne Momente mit lebenden Bildern, wie sie Milligan auch auf Tournee für die Gaelic League aufführte. Dass der Fenier John O’Leary inmitten einer Kiregerschar an der Festtafel mit auftrat, sorgte für „eine außergewöhnliche Vereinigung von Vergangenheit und Gegenwart, von Legende und Geschichte“. Eine solche Inszenierung schuf erfolgreich das gewünschte „nationale Drama“, wie auch Yeats zugestand, die Gesamtwirkung wurde aber auch, wie zum Beispiel bei Isabella Augusta Gregory als „geschmacklos“ eingestuft.
Im Jahr 1905 führten die Cork National Players Milligans The Daughter of Donagh auf. Das Melodram basiert auf ihrem unveröffentlichten Roman "The Cromwellians" von 1893. Charakteristisch für Milligan verbindet es das Thema der irischen Enteignung mit einer transgressiven Beziehung: zwischen einem Cromwell-Soldaten und der Tochter der irischen Familie, bei der er einquartiert wurde.
Milligan war stand zu ihrem durchgehend nationalistischen roten Faden in ihrem Werk. 1893 schrieb sie, dass die irische Kunst nicht „im ruhigen Paradies“ existieren könne, sondern nur „auf dem lärmenden Feld der politischen Kriegsführung“. Sie kritisierte diejenigen, die „rein literarisch vorgingen“ und „nationalen Geist vermissen ließen“.

### Späte Jahre

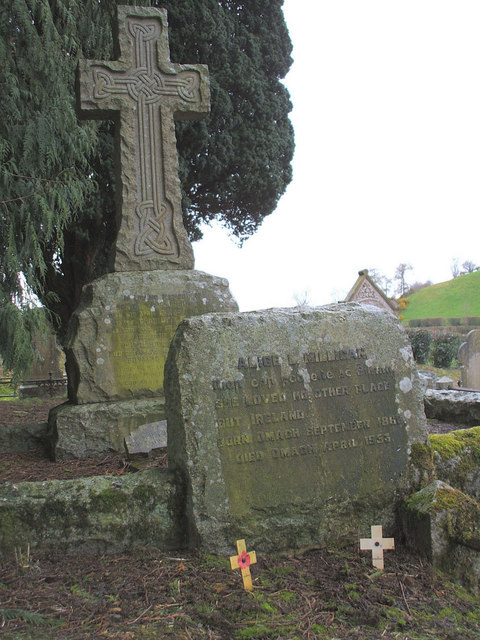
Grabstein auf dem Drumragh old Church of Ireland graveyard mit der Inschrift „Alice L. Milligan She loved no other place but Ireland“.

Bei Ausbruch ders 1. Weltkriegs lebte Milligan mit ihrem jüngeren Bruder William und dessen Familie in Dublin. Sie arbeiteten gemeinsam an zwei Romanen, der irisch-norwegischen Saga Sons of the Sea King und The Dynamite Drummer, in dem ein amerikanischer Tourist die verbissene Entschlossenheit der Protestanten in Ulster kommentiert, sich der Home Rule zu widersetzen und „sich nicht selbst zu regieren“. William meldete sich als Freiwilliger in den Krieg. Nach seiner Entlassung aus der britischen Armee erhielt er Ende 1921 die Mitteilung, dass er als ehemaliger britischer Offizier 24 Stunden Zeit hätte, Dublin zu verlassen oder erschossen zu werden. Milligan verließ ihr Geschäft, eine irische Buchhandlung in der Dawson Street, und ihr gesamtes Hab und Gut und floh mit ihrem Bruder zunächst nach Belfast und dann nach England.
Im Jahr 1931 kehrten Milligan und ihr Bruder nach Tyrone im nun von den Unionisten kontrollierten Nordirland zurück. Sie lebte mit William, der eine kleine Stelle im öffentlichen Dienst erhalten hatte, seiner Frau und seinem gelähmten Sohn in dem Dorf Drumragh außerhalb von Omagh. Ihr Neffe, den sie sehr mochte, starb 1934 im Alter von nur 26 Jahren. William starb drei Jahre später.
Da Milligans Post regelmäßig abgefangen wurde und sie sich täglich in einer Polizeikaserne melden musste, bezeichnete sich Milligan als „internierte Gefangene“ und sprach bei der Gedenkfeier der United Irishmen in Wexford im Juli 1938 von einer feindseligen und unirischen Atmosphäre im Norden. Im selben Jahr war sie die einzige Unterzeichnerin einer vom Northern Council for Unity herausgegebenen Broschüre, die gegen die Teilung protestierte.
Während des Zweiten Weltkriegs zog Milligan nach dem Tod ihrer Schwägerin zu ihrer lebenslangen Freundin Eleanor Boyd auf eine Farm im County Antrim. Entlastet von der Pflege kranker Familienmitglieder schrieb sie wieder Gedichte für die nationalistische Presse, darunter für die Zeitschrift The Irish Press. Im Jahr 1941 verlieh ihr die National University of Ireland die Ehrendoktorwürde.
Alice Milligan starb im Alter von 87 Jahren verarmt und von ihrer protestantischen Verwandtschaft abgelehnt im County Tyrone.

## Werke (Auswahl)
Theaterstücke
- The Last Feast of the Fianna: A Dramatic Legend, 1899
- The Daughters of Donagh: A Cromwellian Drama in Four Acts, 1903
- Brian of Banba, 1904
- Oisin in Tir-nan-Og, 1899, irische Übersetzung von Tadhg Ua Donnchadha als Oisín i dTír na nÓg, 1909
- Oisin and Padraic: One-Act Play, 1909

Lyrik
- Hero Lays. Maunsel, Dublin 1908.
- Two Poems. Three Candles, Dublin 1943.
- mit Ethna Carbery und Seumus MacManus: We Sang for Ireland. M.H. Gill & Son, Dublin 1950.
- Poems by Alice Milligan. Hrsg.: Henry Mangan. M.H. Gill & Son, Dublin 1954.
- Alice Milligan. Hrsg.: Sheila Turner Johnston. Colourpoint, Omagh 1993.

Romane
- A Royal Democrat. M.H. Gill & Son, Dublin 1892.
- The Cromwellians. United Irishman, Dublin 1903.
- mit William Milligan: The Dynamite Drummer. Lester, Dublin 1918.
- mit William Milligan: Sons of the Sea King Dublin. M. H. Gill & Son, Dublin 1914.

Sachbuch
- mit Seaton F. Milligan: Glimpses of Erin. Marcus Ward, London 1890.
- The Life of Theobald Wolfe Tone. J. W. Boyd, Belfast 1898.